# Batalla de Izium (2022)
La batalla de Izium fue un enfrentamiento militar entre Rusia y Ucrania que ocurrió como parte de la ofensiva de Ucrania oriental —durante la invasión rusa del país— en marzo de 2022 por el control de la ciudad de Izium.
El 1 de abril, tras intensos combates, el ejército ucraniano confirmó que la ciudad estaba bajo control ruso. Desde entonces, las fuerzas ucranianas han intentado expulsar sin ningún éxito a tropas enemigas de asentamientos cercanos a la ciudad. Debido a la importancia de la ciudad como nodo de transporte, en esta zona ha conformado la que mayor concentración de tropas rusas que intentarán desarrollar la ofensiva hacia el Este. Las fuerzas rusas en la óblast de Járkov eventualmente podrían vincularse con sus tropas en la región de Dombás a partir de Izium.
Según las autoridades locales, el 80 % de los edificios residenciales de Izium fueron destruidos en la batalla.

## Contexto
La campaña de Ucrania oriental (en ucraniano: Битва за Донбас) es una acción militar en curso por el control de varios territorios del este de Ucrania —no solo la región del Dombás— durante la invasión rusa de este país.

Esta ofensiva se inició el 24 de febrero de 2022, después de que el presidente ruso, Vladímir Putin, anunciara la «operación militar especial» en Ucrania, que comprende varias ofensivas. Según el mandatario, el objetivo principal de su país en Ucrania es «ayudar a la gente que vive en el Dombás, que siente un vínculo inquebrantable con Rusia y que durante ocho años ha sido víctima de un genocidio».Esta fue probablemente, la mayor campaña militar en la Invasión rusa de Ucrania de 2022,habiendo decenas de miles de muertos(incluyendo civiles)y ciudades destruidas.
El mismo día del anuncio de la operación, las fuerzas rusas cruzaron la frontera ucraniana y comenzaron a avanzar hacia Járkov —segunda ciudad más poblada de Ucrania, con más de 2 millones de habitantes en su zona metropolitana—, pero se encontraron con la resistencia ucraniana, empezando así la batalla de Járkov. También en la Óblast de Járkov las fuerzas ucranianas confirmaron que Izium había sido tomada por las fuerzas rusas el 1 de abril.
El 18 de abril, tras el recrudecimiento de las acciones, el gobierno ucraniano comenzó a utilizar el término «batalla por el Dombás» para referirse a la ofensiva. Esta intensificación de los combates era esperada desde comienzos del mes, ya que Rusia se había retirado o había sido rechazada en otras partes de Ucrania y, en consecuencia, estaba preparando una fase de sus operaciones militares centrándose en el este. Así, aproximadamente 60 000 soldados rusos abandonaron la ofensiva de Ucrania central para ser desplegados en esta región, donde hay unos 40 000 soldados ucranianos.
Las operaciones iniciales probablemente consistieron en pequeñas operaciones de escaramuza que pretendían probar las defensas ucranianas, mientras que las campañas de bombardeo continúan destrozando las defensas ucranianas a lo largo de la línea del frente. La ofensiva toma lugar actualmente a lo largo de la línea Rubézhnoye - Izium - Guliaipole - Mariúpol con el objetivo de rodear a las tropas ucranianas en el Dombás y anexar la totalidad de las regiones de Donetsk y Lugansk a los cuasi-estados de la República Popular de Donetsk (RPD) y la República Popular de Lugansk (RPL), respaldados por Rusia. Dada su importancia estratégica, la ofensiva se ha comparado con la Batalla de Kursk (1943).

## Antecedentes
La República Popular de Járkov (RPJ) (en ruso: Харьковская Народная Республика) o simplemente R.P. de Járkov, fue un proyecto de Estado autoproclamado en Europa Oriental, junto a la República Popular de Donetsk y la República Popular de Lugansk, creado en abril de 2014 en el óblast de Járkov de Ucrania, durante las protestas prorrusas. De acuerdo con la constitución de Ucrania, el territorio reclamado por la RPJ es una parte integral de Ucrania pero que nunca llegó a concretarse porque la mayor parte del territorio declarado por la RPJ fue recuperado por las Fuerzas Armadas de Ucrania.

## Batalla

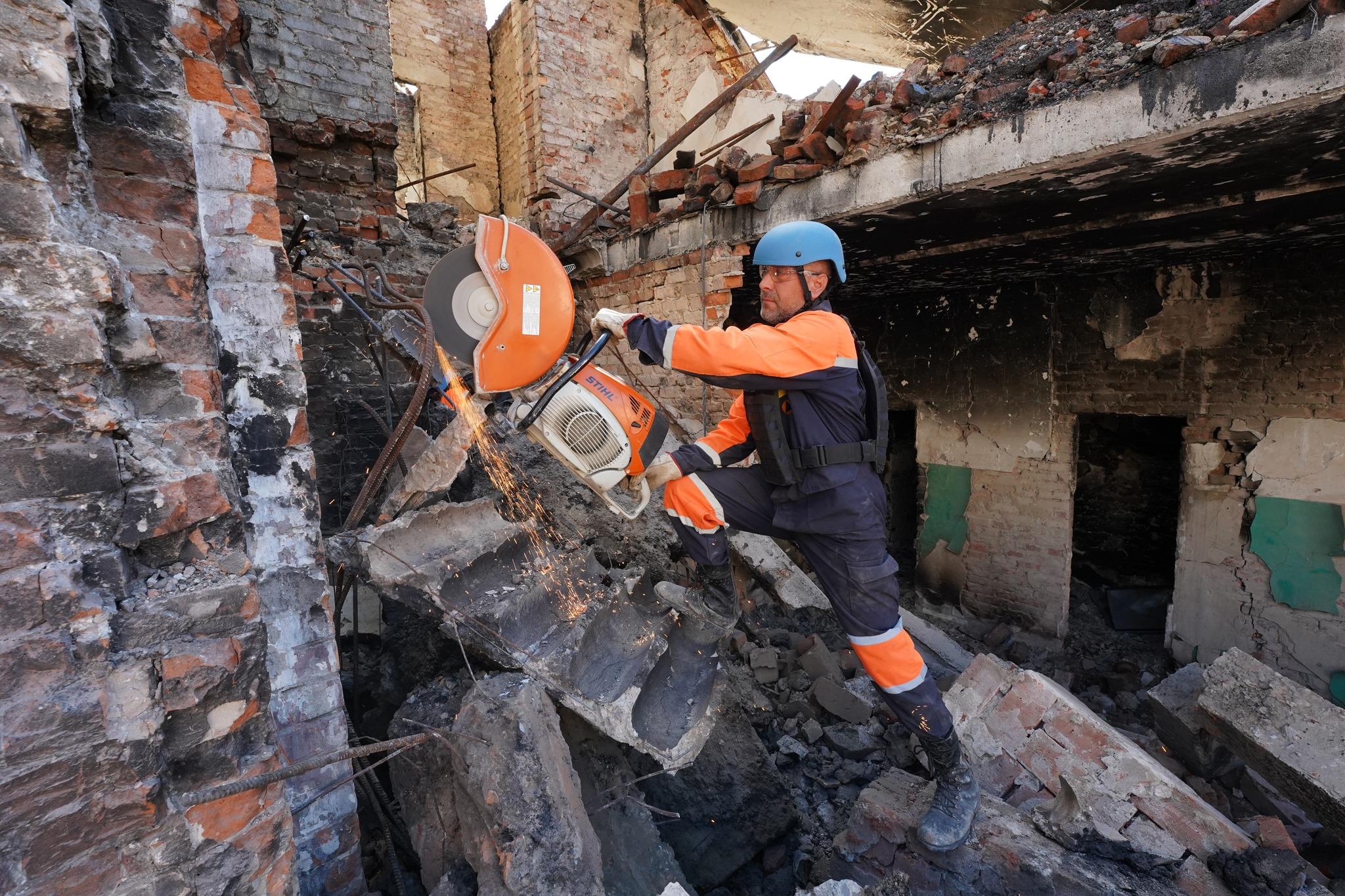
Labor de limpieza en Realschule después de la batalla de Izium.

Algunos ataques rusos contra Izium comenzaron a tener lugar a partir del 28 de febrero de 2022, y los continuos ataques con cohetes por parte del ejército ruso comenzaron el 3 de marzo. Ocho civiles murieron el 3 de marzo, y el hospital central de la ciudad habría sufrido daños significativos. Al día siguiente, las fuerzas rusas avanzaron hacia Izium y llegaron a sus afueras del norte.[cita requerida] Para el 6 de marzo, el ejército ruso tenía el control de dos de los barrios de Izium y su estación de tren.
En la noche del 7 de marzo, los medios en línea rusos informaron que Izium había sido tomada por las fuerzas rusas, una afirmación que no fue confirmada oficialmente. Al día siguiente, estallaron combates entre las fuerzas rusas y ucranianas por el control de la ciudad, con tropas rusas que finalmente fueron repelidas. Entre el 9 y el 10 de marzo, 2250 civiles fueron evacuados de Izium, mientras las fuerzas rusas continuaban avanzando lentamente hacia la ciudad.
El 12 de marzo, las tropas rusas capturaron la parte norte de la ciudad. Al día siguiente, el ejército ruso hizo más avances, pero finalmente fueron repelidos, según el ejército ucraniano.
En algún momento entre el 15 y el 16 de marzo, las tropas rusas se apoderaron de la parte sur de Izium, antes de que las fuerzas ucranianas lograran recuperar sus posiciones poco después. El 17 de marzo, un funcionario del Departamento de Defensa de los Estados Unidos informó que Izium fue capturado una vez más por las fuerzas rusas, pero esto fue negado por el Instituto para el Estudio de la Guerra (ISW). Los militares rusos cruzaron el río Donets cerca de la autopista Barvinkivsky, pero luego fueron detenidos por las fuerzas ucranianas después de ser emboscados. Los combates continuaron al día siguiente.
Entre el 19 y el 20 de marzo, un nuevo intento ruso de capturar el centro de Izium fue rechazado. Durante los combates, las tropas de ingeniería rusas intentaron hacer un puente de pontones sobre el río Donets, para evitar dos puentes de vehículos que fueron parcialmente destruidos por las fuerzas ucranianas en un intento de detener el avance ruso. Sin embargo, las tropas de ingeniería fueron emboscadas y 19 soldados rusos murieron y 46 resultaron heridos. Entre los muertos estaba el comandante de la unidad de ingeniería, el coronel Nikolay Ovcharenko. Finalmente, las fuerzas rusas lograron erigir dos puentes de pontones y los tanques rusos cruzaron el río para rodear la parte ucraniana de Izium. Durante este tiempo, el 22 de marzo, las fuerzas ucranianas hicieron un intento de contraataque para recuperar el control de la ciudad.
El 24 de marzo, el ejército ruso anunció que había tomado el control total de Izium, lo que fue negado por Ucrania, que declaró que los combates aún estaban en curso. Según un funcionario local, las fuerzas rusas mantenían la parte norte de la ciudad, mientras que los soldados ucranianos estaban en el sur, con el río Donets separándolos. También confirmó que Izium estaba bloqueada y que la ciudad había sido «completamente destruida» en este punto.
El 25 de marzo, un funcionario del Departamento de Defensa de los Estados Unidos y otros informaron que las fuerzas rusas rompieron las líneas ucranianas al sur de Izium, según los informes, avanzando 10 kilómetros. Sin embargo, el ISW citó al ejército ucraniano que las tropas rusas fueron repelidas en la aldea de Kamyanka, justo al sur de Izium. El ISW declaró además que las fuerzas rusas iban a continuar con sus intentos de rodear la ciudad, después de no poder capturarla en un asalto directo.
Para el 27 de marzo, el ejército ruso capturó Kamyanka y otras dos aldeas al suroeste y sureste de Izium, pero las fuerzas ucranianas afirmaron que lograron recapturar posteriormente las tres aldeas. También afirmaron haber derribado un avión de combate ruso Sukhoi Su-34 cerca de Izium. Dos días después, se confirmó que Kamyanka estaba bajo control ruso, con las fuerzas rusas fortificando sus posiciones a su alrededor, mientras que los combates se movían al sur de Izium, a lo largo del camino a Sláviansk.
El 1 de abril, el ejército ucraniano confirmó que Izium estaba bajo control ruso. Al día siguiente, en una entrevista para Ukrinform, el vicealcalde de Izium, Volodymyr Matsokin, afirmó que el 80% de los edificios residenciales de la ciudad habían sido destruidos y que no había electricidad, calefacción o agua en la ciudad.
El 4 de abril de 2022, The Guardian informó, basándose en informes de testigos oculares de residentes y oficiales militares, que los intensos combates continuaron cerca de Izium. Según The Guardian, los habitantes de la ciudad habían sobrevivido en sus sótanos durante tres semanas sin electricidad, calefacción o agua corriente. El informe también afirmaba que los soldados rusos habían preparado listas de individuos para «cazar», propietarios de armas, personas ricas y otros considerados «peligrosos», como empresarios, activistas, militares y sus familias. El ejército ruso también fue acusado de prohibir el paso de convoyes humanitarios mientras se agotaban los alimentos y medicinas disponibles en la ciudad.
Después de 5 meses bajo ocupación rusa la ciudad fue liberada por Ucrania en una ofensiva que recuperó gran parte del Óblast de Járkov.
Ucrania comenzó una contraofensiva en la región de Járkov a principios de septiembre de 2022. El 9 de septiembre, los suburbios de Oskil y Kapitolivka (Капитолівка) fueron retomados por el ejército ucraniano. En la mañana del 10 de septiembre, se ha informado de que las fuerzas rusas se han retirado de la ciudad, dejando detrás su equipamiento. Después de ese día, los medios de comunicación informaron que las fuerzas rusas se habían retirado de la ciudad de manera que entonces volvió a control de las fuerzas ucranianas.